# Yongin Citizen FC
Yongin Citizen FC war ein Fußballfranchise aus Yongin in Südkorea. Der Verein spielte zuletzt in der K3 League, der vierthöchsten Spielklasse Südkoreas.

## Geschichte
Gegründet wurde der Verein im Jahr 2007. Erster Trainer des Vereins wurde Park Seon-geun.

### K3 League-Jahre (2007–2010)
Ihre Premierensaison verlief sehr gut. In der Hinrunde konnten sie den 2. Platz erreichen und qualifizierten sich somit für die Meisterschaftsspiele. Die Rückrunde beendeten sie auf Platz 3. In den Meisterschaftsspielen traten sie anschließend im Halbfinale gegen Hwaseong Shinwoo Electronics FC an. Das Spiel ging mit 0:1 verloren. Für die darauffolgende Saison gab der Verein das Ziel der Ligameisterschaft aus. Die Hinrunde beendeten sie auf Platz 3, allerdings konnten sie die Rückrunde mit zwei Zählern Vorsprung gewinnen und somit sich erneut für die Meisterschaftsspiele qualifizieren. Im Halbfinale empfingen sie diesmal Yangju Citizen FC. Das Spiel endete in der Verlängerung mit 3:3. Das anschließende Elfmeterschießen verlor der Verein mit 4:5 gegen den späteren Ligameister. Im Korean FA Cup schied der Verein überraschend früh aus. In der ersten Runde trat der Verein gegen Ligakonkurrent Cheonan FC an, welches man überraschend mit 0:2 verlor. 2009 wollte der Verein erneut die Meisterschaft als Ziel erreichen. Am Ende beendete man die Spielzeit auf einen guten 3. Platz. Auch im Korean FA Cup kam der Verein erneut nicht über die erste Runde hinaus. Gegen Seoul United FC musste man eine 0:1-Niederlage hinnehmen. Die Spielzeit 2010 wurde ihre schlechteste Spielzeit seit der Gründung des Vereins. Der Verein beendete die Spielzeit auf einen schlechten 6. Platz und verpassten somit die Meisterschaftsspiele deutlich. Im Pokal schaffte es der Verein zum dritten Mal in Folge nicht über die erste Runde hinaus. Der Verein verlor diesmal gegen die Sungkyunkwan-Universität mit 1:2.
Nach Ende der Spielzeit gab die Stadtverwaltung bekannt, einen neuen Verein in der Ligahöheren Korea National League gründen zu wollen. Zu diesem Zweck wurde der Verein aufgelöst und in der National League als Yongin City FC neugegründet. Der Kader und Trainerstab wurden zu diesem Zweck vom neuen Verein übernommen.

### Historie-Übersicht
| Saison | Liga      | Kl. | Vereine | Spiele | Pl. | S  | U | N  | Tore  | Pkt. | KFA Cup       | K3-League-Play-Off | Trainer        |
| 2007   | K3 League | 3   | 10      | 9      | 2.  | 6  | 1 | 2  | 15:10 | 19   | -             | Halbfinale         | Park Seon-geun |
| 2007   | K3 League | 3   | 10      | 9      | 3.  | 4  | 5 | 0  | 20:5  | 17   | -             | Halbfinale         | Park Seon-geun |
| 2007   | K3 League | 3   | 10      | 18     | 3.  | 10 | 6 | 2  | 35:15 | 36   | -             | Halbfinale         | Park Seon-geun |
| 2008   | K3 League | 3   | 16      | 15     | 3.  | 9  | 5 | 1  | 35:13 | 32   | 1. Hauptrunde | Halbfinale         | Park Seon-geun |
| 2008   | K3 League | 3   | 16      | 15     | 1.  | 16 | 2 | 2  | 38:21 | 32   | 1. Hauptrunde | Halbfinale         | Park Seon-geun |
| 2008   | K3 League | 3   | 16      | 29     | 1.  | 19 | 7 | 3  | 73:34 | 64   | 1. Hauptrunde | Halbfinale         | Park Seon-geun |
| 2009   | K3 League | 3   | 17      | 32     | 3.  | 18 | 6 | 8  | 76:39 | 60   | 1. Hauptrunde | -                  | Park Seon-geun |
| 2010   | K3 League | 3   | 9       | 25     | 6.  | 10 | 5 | 10 | 47:47 | 35   | 1. Hauptrunde | Nicht Qualifiziert | Park Seon-geun |

## Stadion
| Stadion | Name           | Eigentümer             | Eröffnung | Nutzungszeitraum | Nutzungszeitraum |
| Stadion | Name           | Eigentümer             | Eröffnung | Von              | Bis              |
| ------- | -------------- | ---------------------- | --------- | ---------------- | ---------------- |
|         | Yongin-Stadion | Stadtverwaltung Yongin | 1985      | 2007             | 2010             |